# David Thompson (basketballer)
David Thompson (Shelby, 13 juli 1954) is een Amerikaans voormalig basketballer.

## Carrière
Thompson speelde collegebasketbal voor de NC State Wolfpack van 1972 tot 1975. Thompson was de nummer 1 in de 1975 drafts van zowel de American Basketball Association (Virginia Squires) als de National Basketball Association (Atlanta Hawks) in beide competities. Hij tekende uiteindelijk bij de Denver Nuggets van de ABA. Hij werd tweede na Julius Erving in de allereerste Slam-Dunk Competitie, gehouden op de 1976 ABA All-Star Game in Denver, en werd uitgeroepen tot MVP van de ABA All-Star Game.
Na de ABA-NBA fusie in 1976 ging Thompson verder bij de Nuggets, en maakte vier keer de NBA All-Star Game mee. Op 9 april 1978, de laatste dag van het reguliere seizoen, scoorde Thompson 73 punten tegen de Detroit Pistons in een poging de NBA scoring titel te winnen, die hij verloor met een percentage aan punten aan de San Antonio Spurs' George Gervin, die 63 punten scoorde in een wedstrijd die later op dezelfde dag werd gespeeld.
Na het seizoen 1977-78 tekende Thompson een toen record contractverlenging die hem 4 miljoen dollar over vijf jaar opleverde. Nadat hij door een voetblessure de laatste 36 wedstrijden van het seizoen 1979/80 moest missen, keerde hij het volgende jaar terug met een gemiddelde van 25.5 punten in 77 wedstrijden. Maar nadat hij in 1981/82 was afgezakt naar 14,9 punten, ruilden de Nuggets hem op 17 juni 1982 met de Seattle SuperSonics voor Bill Hanzlik en een draft pick.
Ondanks dat hij het 1982/83 All-Star team van Seattle haalde, haalde Thompson slechts 15,9 punten in het laatste seizoen van zijn contract, en miste hij bijna het gehele seizoen 1983/84 wegens drugsrehabilitatie. Na zijn vrijlating namen de Sonics hem weer aan voor de resterende negentien wedstrijden van het seizoen 1983/84, waarin hij een dieptepunt van 12,6 punten haalde voordat een knieblessure hem in 1984 dwong met pensioen te gaan.
Hij werd in 1996 opgenomen in de Basketball Hall of Fame, en leidde de ceremonie die Michael Jordan opnam.

## Erelijst
- 4x NBA All-Star
- NBA All-Star Game MVP: 1979
- All-NBA First Team: 1976, 1977
- ABA All-Star: 1976
- ABA All-Star Game MVP: 1976
- All-ABA Second Team: 1975
- ABA Rookie of the Year: 1976
- ABA All-Rookie First Team: 1976
- ABA All-Time Team
- Nummer 33 teruggetrokken door de Denver Nuggets
- Nummer 44 teruggetrokken door de NC State Wolfpack
- North Carolina Sports Hall of Fame: 1982
- Basketball Hall of Fame: 1996
- NC State Athletic Hall of Fame: 2012[1]